# Kooru järv
Kooru järv är en sjö i Estland.   Den ligger i landskapet Saaremaa (Ösel), i den västra delen av landet, 180 km sydväst om huvudstaden Tallinn. Kooru järv ligger 5 meter över havet. Arean är 0,69 kvadratkilometer. Den ligger på ön Ösel. I omgivningarna runt Kooru järv växer i huvudsak blandskog. Den sträcker sig 1,1 kilometer i nord-sydlig riktning, och 1,5 kilometer i öst-västlig riktning.